# 沃爾冰川
沃爾冰川（英語：Wahl Glacier），是南極洲的冰川，位於沙克爾頓海岸，全長18公里，流經格林德利高原，最終在麥克拉爾山以西注入倫諾克斯金冰川上游，以物理學家命名。

## 外部連結
- Wahl Glacier Station Archive.today的存檔，存档日期2015-11-26
- Wahl Glacier Research

83°59.0′S 165°06.0′E / 83.9833°S 165.1000°E